# Qatar Athletic Super Grand Prix 2017
Doha Diamond League 2017 byl lehkoatletický mítink, který se konal 6. května 2017 v katarském hlavním městě Dauhá. Byl součástí série mítinků Diamantová liga.

## Výsledky

### Muži
| Disciplína            | 1. místo                        | 2. místo                | 3. místo                  |
| Běh na 100 m          | Akani Simbine 9,99              | Asafa Powell 10,08      | Femi Ogunode 10,13        |
| Běh na 400 m          | Steven Gardiner 44,60           | LaShawn Merritt 44,78   | Tony McQuay 44,92         |
| Běh na 1500 m         | Elijah Manangoi 3:31,90         | Silas Kiplagat 3:32,23  | Bethwell Birgen 3:32,27   |
| Běh na 3000 m         | Ronald Kwemoi 7:28,73           | Paul Chelimo 7:31,57    | Yomif Kejelcha 7:32,27    |
| Běh na 400 m překážek | Abderrahaman Samba 48,44        | Kerron Clement 49,40    | Louis Jacob van Zyl 49,49 |
| Skok vysoký           | Mutaz Essa Baršim 236 cm        | Robert Grabarz 231 cm   | Donald Thomas 229 cm      |
| Trojskok              | Christian Taylor 17,25 m        | Omar Craddock 17,08 m   | Alexis Copello 16,81 m    |
| Hod oštěpem           | Thomas Röhler 93,90 m Rekord DL | Johannes Vetter 89,68 m | Jakub Vadlejch 87,91 m    |

### Ženy
| Disciplína            | 1. místo                     | 2. místo                      | 3. místo                 |
| Běh na 200 m          | Elaine Thompsonová 22,19     | Dafne Schippersová 22,45      | Marie-Josée Ta Lou 22,77 |
| Běh na 800 m          | Caster Semenyaová 1:56,61    | Margaret Wambuiová 1:57,03    | Eunice Sumová 1:58,76    |
| Běh na 3000 m přek.   | Hyvin Jepkemoiová 9:00,12    | Beatrice Chepkoechová 9:01,57 | Ruth Jebetová 9:01,99    |
| Běh na 100 m překážek | Kendra Harrisonová 12,59     | Cindy Rolederová 12,90        | Sharika Nelvisová 12,91  |
| Skok o tyči           | Katerina Stefanidiová 4,80 m | Sandi Morrisová 4,75 m        | Yarisley Silvaová 4,65 m |
| Vrh kouli             | Michelle Carterová 19,32 m   | Anita Mártonová 18,99 m       | Alona Dubicka 18,90 m    |